# Jane Graverol
Jane Graverol (* 18. Dezember 1905 in Ixelles; † 24. April 1984 in Fontainebleau) war eine belgische surrealistische Malerin.

## Leben
Jane Graverol wurde am 18. Dezember 1905 als Tochter von Alexandre Graverol und Anne-Marie Lagadec in Ixelles geboren. Nach einer traditionellen Ausbildung begann sie ihr Studium an den Akademien der Schönen Künste in Etterbeek. Im Anschluss besuchte sie die Académie Royale des Beaux-Arts in Brüssel, wo sie bei Constant Montald und Jean Delville studierte. Nach ihrer ersten Einzelausstellung in Brüssel im Jahr 1927 zog sie nach Verviers.
Ende der 1930er Jahre begann sie sich für Malerei im surrealistischen Stil zu interessieren. Getrennt von ihrem zweiten Ehemann, dem Musiker Guillaume Dortu, stand sie ab 1938 der Union artistique et littéraire de Verviers nahe, wo sie in der folgenden Zeit ihre Werke ausstellte.
1949 lernte sie Louis Scutenaire, Marcel Lecomte und René Magritte kennen und engagierte sich zunehmend in der Bewegung der Surrealisten in Belgien. Von Graverol angestoßen, entstand 1953 die mit der Pataphysik sympathisierende Zeitschrift Temps mêlés an deren Gründung auch André Blavier teilhatte. Die erste Ausgabe erschien im Dezember desselben Jahres. Spätere Ausgaben enthielten Texte der Mehrzahl belgischer Surrealisten.
Auf der Eröffnung einer Ausstellung von Magritte, traf Graverol einige Monate später Marcel Mariën, mit dem sie in den folgenden Jahren eine künstlerisch produktive und erotische Beziehung verband. Im April 1954 setzte sich Graverol, gemeinsam mit Mariën und Paul Nougé, für die Gründung der antiklerikalen und stalinistischen Zeitschrift Les Lèvres nues ein, deren Chefredakteurin sie schließlich wurde. Ab Juni 1955 erschien die Zeitschrift auch in Brüssel, wo Graverol seit einiger Zeit lebte.
Im Jahr 1959 beteiligte sie sich an den Dreharbeiten zu Mariëns Film L’Imitation du cinéma, eine freudianisch geprägte, scharfe Kritik an der Kirche. Der Film, der in Lüttich, Antwerpen und Paris im Musée de l’Homme gezeigt wurde, löste einen Skandal aus und wurde in Frankreich schließlich verboten.
In den 60er Jahren wurde Gaston Ferdière Graverols Lebenspartner. In New York lernte sie außerdem André Breton und Marcel Duchamp kennen, Begegnungen, die sich nochmals auf ihre Malerei auswirkten. Sie zog nach Frankreich, blieb jedoch bis an ihr Lebensende in engem Kontakt mit den belgischen Surrealisten und stellte weiterhin regelmäßig in Belgien aus. 1984 starb Graverol in Fontainebleau.

## Werk
Zuerst beeinflusst von André Lhote, sowie nach dem Krieg von René Magritte und Giorgio de Chirico, machte Graverol sich zunächst auf dem Gebiet des Stilllebens und der Landschaft einen Namen. Nature morte aux pâtisseries aus dem Jahr 1937 gehört zu einem ihrer letzten Bilder, bevor Graverol sich Ende der 1930er Jahre dem surrealistischen Stil zuwandte.
In den folgenden Jahren bediente sie sich einer figurativen Technik, die präzise und kalt war, gleichzeitig aber eine für die Malerei originelle Version weiblicher Sensibilität bot. Sie beschrieb ihre eigenen Gemälde als „wache, bewusste Träume“.
Graverols Collagen reduzieren Tierwesen auf ihre Konturen und reichern sie mit formfremden Bildern an. So zeigt zum Beispiel La prospérité du vice (1967), auf Deutsch: Das Wohlergehen des Lasters, einen Raubvogel, dessen Oberfläche nicht von Federn, sondern von schwerem Kriegsinstrument bedeckt ist und auf dessen Rücken eine Frau sitzt, von der nicht mehr als die Konturen erkennbar sind. Die Überzeichnung von Formen und Klischees macht Graverols Kritik an einer militarisierten Welt deutlich, die den weiblichen Körper noch immer als Symbol für Unschuld missbraucht.

## Haltung zum Surrealismus
Im Gegensatz zu anderen Künstlerinnen, die dem Surrealismus stilistisch nahestanden, sich aber weigerten, als Surrealistinnen bezeichnet zu werden (wie zum Beispiel Leonora Carrington oder Dora Maar), war Jane Graverol eine überzeugte, wenn auch kritische Vertreterin des Surrealismus: „Surrealist zu sein“ sagte sie 1940 in einem Gespräch mit der Kunsthistorikerin José Vovelle, „ist eine Befindlichkeit, die man in sich trägt oder nicht“. Eines ihrer berühmtesten Gemälde La Goutte d'eau, ist ein Porträt der belgischen Surrealisten. Es entstand im Jahr 1964, nach ihrer Begegnung mit André Breton und Marcel Duchamp.
Eine André Breton gewidmete Ausstellung mit dem Titel Désirs en cage : Jane Graverol, Rachel Baes et le surréalisme wurde 1968 in der Galerie Ysi Brachot in Brüssel, 1972 in der Galerie Furstenberg in Paris und zuletzt 2002 im Königlichen Museum der Schönen Künste in Antwerpen gezeigt.
Zwei Jahrzehnte nach Magrittes Gemälde La Magie Noire(1945), auf dem eine nackte Frau, die klassische Schönheit verkörpert, in einer Landschaft dargestellt wird, malt Jane Graverol L’Esprit saint (1965). Auf diesem Bild kehrt Graverol die Darstellung von Weiblichkeit um: In der Lücke zwischen zwei Felsen befindet sich ein Vogel im Sturzflug, der sich im Auge des Betrachters zur weiblichen Scham verwandelt. Indem die Silhouette der Frau nur implizit ins Bild gesetzt ist, wird deutlich, dass die Wahrnehmung eines Bildes täuschen kann. Während Magrittes passive Frau den begehrenden Blick, dem ihr Körper preisgegeben wird, nicht zurückwerfen kann, wirft Graverol die Betrachter auf ihre eigenen Sehgewohnheiten zurück. Ihr Werk kann immer wieder als ironischer Kommentar auf klassische Darstellungen von Weiblichkeit gelesen werden.
Graverols Begegnungen mit René Magritte, Louis Scutenaire, Paul Nougé und Marcel Mariën inspirierten ihre eigene Kunst also zweifellos. Doch obwohl sie der surrealistischen Bewegung zeitlebens verbunden blieb, nutzte sie den surrealistischen Stil, um eigene künstlerische Wege zu gehen.

## Werke in öffentlichen Sammlungen
- Brüssel, Musées royaux des Beaux-Arts de Belgique:
  - Les Hautes herbes
  - Lolita
  - Mademoiselle Mallarmé
  - Quelques chose du cœur pour Irène et Scut
  - La Misère humaine, 1967.
- Lüttich, Musée des Beaux-Arts de Liège: La Goutte d'eau, 1964, Öl auf Leinwand.